# Elektronika série 1801
Elektronika 1801 est une famille de microprocesseurs d'architecture 16 bits, conçus par la société soviétiques Elektronika, basé sur l'architecture vernaculaire Electronika NC, mais compatible avec l'architecture PDP-11 de DEC, d'abord mis en vente en 1980.
Le développement de ce processeur a commencé au début des années 1970, dans le centre spécial de recherche en calcul de Zelenograd dirigé par D.I. Yuditsky, lors du développement du micro-ordinateur 16 bits Electronika NC-1, dont pa première version est sortie en 1973, équipé du microprocesseur 4-bit 587, le premier microprocesseur soviétique.
Le premier K1801VE1 est sorti en 1980 sous la forme d'un microcontrôleur intégrant 256 octets de RAM, 2 Kio de ROM et quelques circuits périphériques et reste basé sur le jeu d'instruction Elektronika NC-1, compatible avec le Q-Bus (en) de DEC déjà utilisé comme standard industriel.

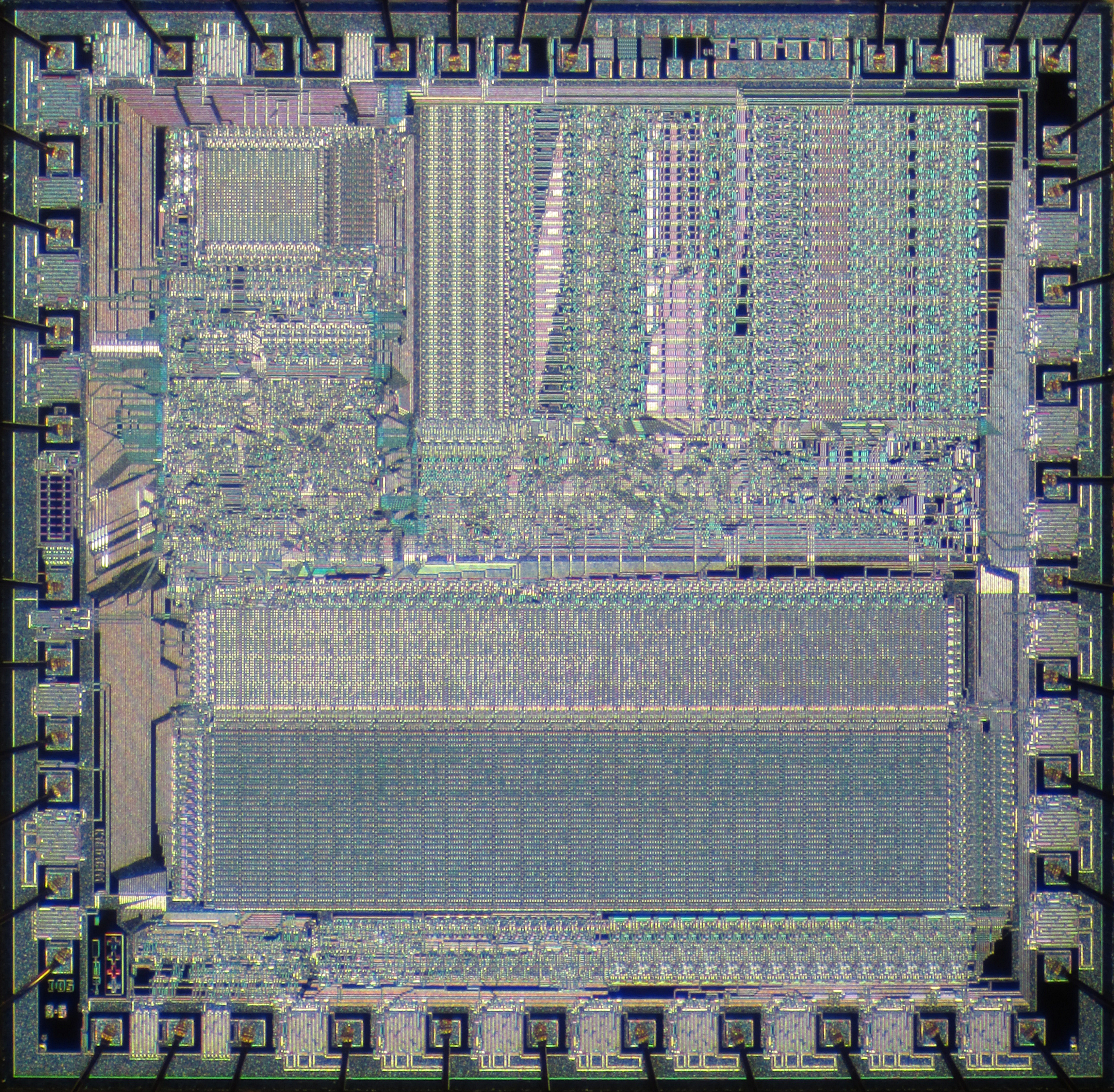
circuit intégré du K1801VM1